# Maesa efatensis
Maesa efatensis är en viveväxtart som beskrevs av André Guillaumin. Maesa efatensis ingår i släktet Maesa och familjen viveväxter. Inga underarter finns listade i Catalogue of Life.